# 2 Scorpii
A Scorpii
Désignations
2 Scorpii (en abrégé 2 Sco) est une étoile double de la constellation zodiacale du  Scorpion. Elle porte également la désignation de Bayer de A Scorpii. Sa composante la plus brillante brille d'une magnitude apparente de 4,69, ce qui la rend visible à l'œil nu, tandis que son compagnon est d'une magnitude de 6,98.

## Environnement stellaire
La distance de 2 Scorpii peut être estimée à partir de sa parallaxe annuelle de 6,49 ± 0,51 mas telle que mesurée par le satellite Hipparcos, ce qui place la paire à environ ∼ 500 a.l. (∼ 153 pc). Elle possède une vitesse particulière de 16,5 ± 2,4 km/s et elle se rapproche du système solaire à une vitesse radiale de −9 km/s. Cela l'amènera à se rapprocher jusqu'à atteindre une distance minimale (périhélie) d'environ 139 pc (∼453 al) dans environ 2,9 millions d'années.
Selon Bobylev et Bajkova (2007), 2 Scorpii est probablement membre (à 73 %) du sous-groupe Haut-Scorpion de l'association Scorpion-Centaure, qui est l'association d'étoiles massives de types O et B la plus proche du Système solaire ; dans le cas contraire, elle est membre de la ceinture de Gould (à 27 %). Deux études plus récentes, publiées en 2012 et 2018, confirment l'appartenance du système à l'association du Haut-Scorpion,.

## Propriétés
Les deux étoiles de 2 Scorpii forment très probablement (probabilité > 95 %) un véritable système binaire. En date de 2014, les elles étaient séparées d'une distance angulaire de 2,061 ± 0,001 secondes d'arc et à un angle de position de 268,28 ± 0,02°.
L'étoile la plus brillante, désignée 2 Scorpii A, est une étoile bleu-blanc de la séquence principale de type spectral B2,5 Vn. Le suffixe « n » derrière sa classe de luminosité indique que ses raies d'absorption apparaissent élargies (« nébuleuses ») en raison de sa rotation rapide. Elle tourne en effet sur elle-même à une vitesse de rotation projetée de 320 km/s. Cela donne à l'étoile une forme aplatie (oblate) avec un bourrelet équatorial qu'on estime être 15% plus grand que son rayon polaire. Âgée d'environ 30 millions d'années, 2 Scorpii A est 6,9 fois plus massive que le Soleil. Sa luminosité est de 457 L☉ et sa température de surface est de 20 350 K.